# Friedrich Wilhelm von Berg
Pour les articles homonymes, voir Berg.
Le comte Friedrich Wilhelm Rembert von Berg (en russe : Fiodor Fiodorovitch Berg, граф Федор Федорович Берг), né le 27 mai 1790 au château de Sagnitz dans le gouvernement de Livonie, appartenant à l'Empire russe, aujourd'hui à Sangaste en Estonie, et mort le 6 janvier 1874 à Saint-Pétersbourg, est un aristocrate germano-balte, sujet de l'Empire russe, qui fut gouverneur-général du grand-duché de Finlande de 1855 à 1861.

## Biographie
Le comte descend d'une famille allemande installée en Livonie au Moyen Âge. Il étudie à l'université germanophone de Dorpat, ne souhaitant pas au début poursuivre une carrière militaire, comme il était de tradition dans ces familles. Cependant lorsque la campagne de Russie débute en 1812, le jeune homme de dix-neuf ans s'engage volontairement dans l'armée impériale russe, en tant que junker dans le régiment d'infanterie de Libau qui faisait partie du corps d'armée de Riga et défendait le nord-ouest de l'Empire. Il est lieutenant en août 1812 et capitaine en 1814. Il participe à plusieurs batailles importantes entre 1812 et 1814. Ensuite il voyage en Europe méridionale et retourne en Russie en 1819. Il est nommé colonel et envoyé à Munich et à Naples, puis à Orenbourg en 1822, où il combat les Kirghizes dans la région, il participe ensuite aux campagnes de la région de Boukhara.

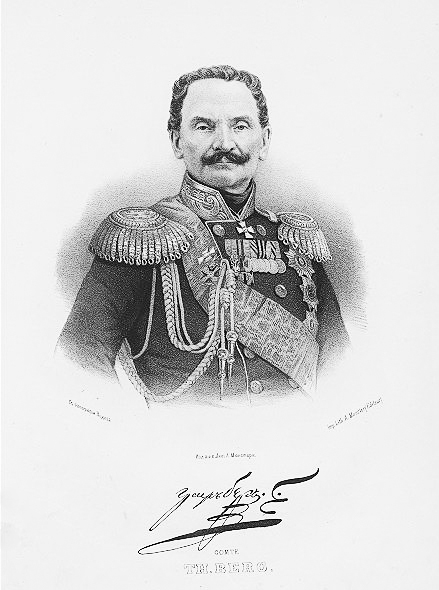
Portrait du comte von Berg

Pendant la guerre russo-turque de 1828-1829, Friedrich Wilhelm von Berg est nommé à l'état-major, sous les ordres du comte zu Sayn-Wittgenstein (1769-1843) et ensuite du comte von Diebitsch (1785-1831). Il commande à l'hiver 1831 l'avant-garde du général von Diebitsch après l'insurrection polonaise de novembre 1830 et il est nommé lieutenant-général. Il est à l'état-major de l'armée russe en Pologne et conserve ce poste pendant douze ans. Il fait éditer des cartes topographiques du royaume de Pologne. Il est nommé général d'infanterie en 1843, ainsi qu'à l'état-major de l'empereur. Il est envoyé aussi comme représentant militaire dans plusieurs missions diplomatiques. La plus difficile étant la mission auprès de la cour de Vienne, lorsque l'empereur d'Autriche sollicita l'aide de l'Empire russe pour pacifier l'insurrection hongroise. Friedrich Wilhelm von Berg est élevé au rang de comte autrichien pour le succès de sa mission. Il retourne à Saint-Pétersbourg, où il s'adonne à des études topographiques.
Lorsque la guerre de Crimée éclate, le général von Berg est chargé de défendre les côtes du gouvernement d'Estland contre les navires britanniques, et en particulier d'empêcher l'amiral Napier de s'emparer de Reval. Il est nommé en 1855 gouverneur-général du grand-duché de Finlande, charge qu'il occupe jusqu'en 1861. Il est nommé comte finlandais de la Riddarhuset (maison de la noblesse finnoise) par Alexandre II de Russie en 1856, mais le général dirige une politique répressive qui le fait détester des Finlandais, si bien qu'il doit être déchargé de son poste par l'empereur, en novembre 1861.
Le général-comte von Berg est appelé par le grand-duc Constantin en Pologne, comme vice-roi, après les événements insurrectionnels de 1863. Une tentative d'assassinat a lieu contre lui le 19 septembre 1863. En représailles contre cet attentat, le palais des Zamoyski, d'où avait été lancée la bombe, est démoli et des mesures administratives répressives sont mises en place. Le comte Milioutine crée une commission juridique de juristes russes pour l'application des lois en Pologne russe, sans juristes polonais, malgré l'avis de Berg.
Le comte von Berg est nommé membre du conseil d'État en 1866. Il signe en 1873 à Saint-Pétersbourg la convention militaire de 1873 entre l'Empire allemand et l'Empire russe, garantissant une aide mutuelle en cas d'attaque. Le comte von Moltke signe du côté allemand.
Il meurt en 1874 à Saint-Pétersbourg et il est enterré dans sa propriété de Kartenhof, en Livonie.

## Famille

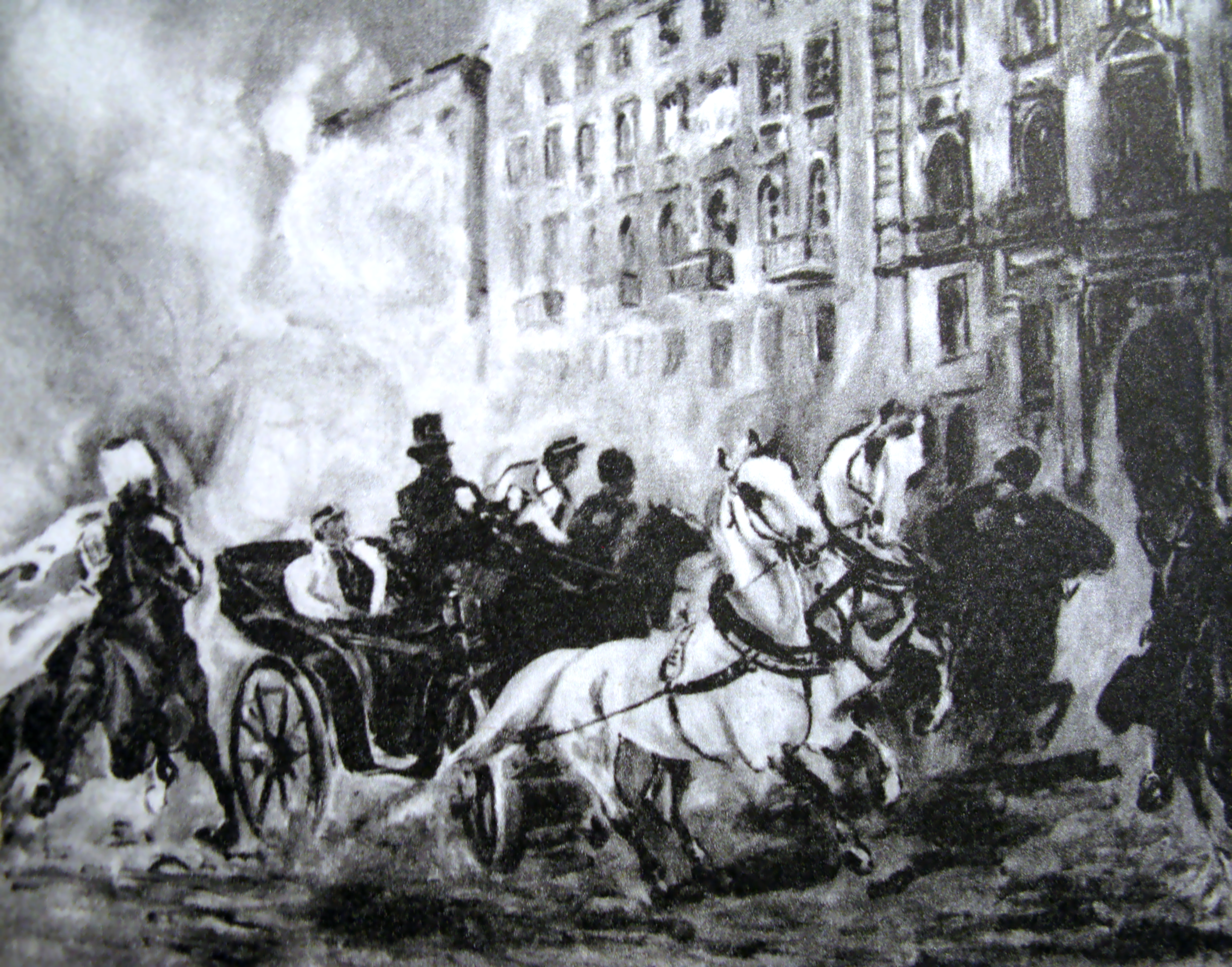
Tentative d'assassinat contre le général von Berg à Varsovie

Il était l'époux de la comtesse Leopoldina Ciconia (1790-1874), union sans enfant.
Le comte von Berg a adopté les trois fils de son frère, dont :
- Friedrich Georg Magnus von Berg (1845-1938), surnommé le comte de l'orge, car il développa l'agriculture estonienne
- Georg Erik Rembert von Berg (1849-1920), général de l'armée impériale russe

Ses neveux héritèrent du titre de comte.